# Hans Scherer (Journalist)

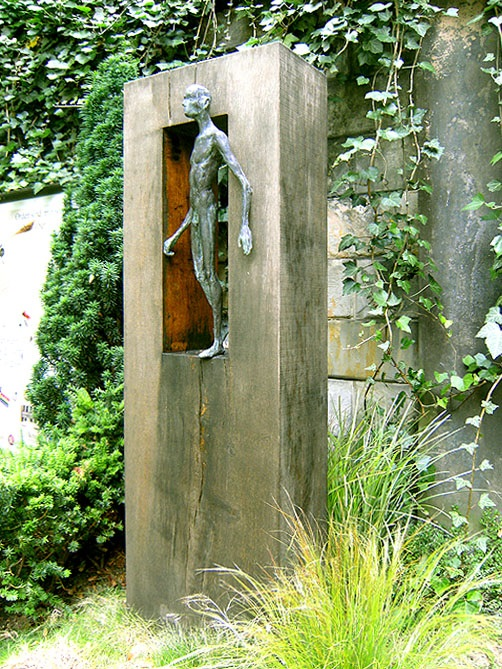
Grab Hans Scherer, neue Faun-Figur – stehend

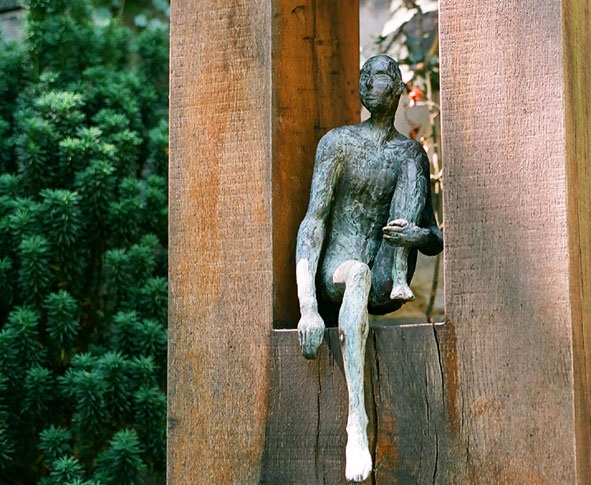
Grab Hans Scherer vor 2009

Hans Scherer (* 24. Januar 1938 in Trier; † 10. Juni 1998 in Berlin) war ein deutscher Reise-Journalist, Redakteur, Kulturkorrespondent und Schriftsteller.

## Leben
Nachdem er für diverse deutsche Zeitungen in Düsseldorf, Trier, Duisburg und Nürnberg journalistisch tätig gewesen war, gehörte Hans Scherer ab 1973 der Redaktion der Frankfurter Allgemeinen Zeitung an. In den folgenden Jahren wurde er bekannt durch seine Reisereportagen, aber auch feuilletonistische Beiträge zu anderen kulturellen Themen. Ab 1986 wirkte Scherer als Kulturkorrespondent der Frankfurter Allgemeinen in Paris; ab 1996 lebte er als Korrespondent in Berlin. 
Sein 1997 erschienener Roman Remeurs Sünden ist autobiographisch gefärbt, wurde 2013 neu aufgelegt und gilt bis heute wegen seiner zeitlosen Erzählbrillianz als Ikone homosexueller Literatur.
Scherer liegt auf dem Alten St. Matthäus Kirchhof in Berlin-Schöneberg begraben. Die Bronzefigur Der sitzende Faun von Katrin Stock wurde 2009 gestohlen. Seit 2013 war von derselben Künstlerin ein stehender Faun zu sehen. Leider war zum Zeitpunkt April 2025 auch diese Figur verschwunden, so dass die Holzskulptur nunmehr wie ein offenes Fenster erscheint.

## Werke (Auswahl)
- Malerisches Deutschland, Stuttgart [u. a.] 1984 (zusammen mit Johann Willsberger)
- Feuilletons eines Globetrotters, Frankfurt am Main 1987
- Martin Flinker, der Buchhändler, Frankfurt am Main 1988
- Schiffe, Badenweiler 1988
- Trier, Heidelberg 1988 (zusammen mit Werner Richner)
- Lauter Zwischenstationen, Frankfurt am Main 1989
- Tanzen zwischen den Krisen, Frankfurt am Main 1991
- Stopover, Frankfurt am Main 1995, Reihe Die Andere Bibliothek[4]
- Pariser Passagen, Schöffling Verlag, Frankfurt am Main 1996
- Remeurs Sünden, Frankfurt am Main 1997
- Côte d'Azur, Frankfurt am Main 1998
- Jetzt Berlin, Frankfurt am Main 1998

## Herausgeberschaft
- Meine erste Reise, Frankfurt am Main [u. a.] 1998

## Auszeichnungen
1996 wurde er mit dem vom Land Tirol erstmalig vergebenen „Internationalen Preis für Reiseliteratur und Reisejournalistik“ ausgezeichnet. Der Preisträger für die Sparte Reiseliteratur war Cees Nooteboom.